# جائزة المجر الكبرى 2018
جائزة المجر الكبرى 2018 هو سباق فورمولا 1 أقيم بتاريخ 29 يوليو 2018 في حلبة المجر. كان الثاني عشر من أصل 21 في بطولة العالم لسباقات الفورمولا واحد موسم 2018. حلّ البريطاني لويس هاملتون أولا بينما جاء الألماني سباستيان فيتل في المركز الثاني وحصل على المركز الثالث الفنلندي كيمي رايكونن.

## الترتيب النهائي
|         | الترتيب | السائق        | النقاط |
| ------- | ------- | ------------- | ------ |
|         | 1       | لويس هاملتون  | 213    |
|         | 2       | سباستيان فيتل | 189    |
|         | 3       | كيمي رايكونن  | 146    |
|         | 4       | فالتيري بوتاس | 132    |
|         | 5       | دانيل ريكاردو | 118    |
| المصدر: |         |               |        |